# هيو بي هاريس
هيو بي هاريس (بالإنجليزية: Hugh P. Harris)‏ هو عسكري أمريكي، ولد في 15 يونيو 1909 في آندرسون في الولايات المتحدة، وتوفي في 3 نوفمبر 1979 في واشنطن العاصمة في الولايات المتحدة.